# 互葉白千層
互葉白千層，又稱澳洲茶樹，是澳大利亞特有的桃金孃科千層樹屬的一種喬木或灌木。分佈於昆士蘭州東南部、北海岸和新南威爾士州北部海岸及鄰近地區，沿溪流和沼澤地生長，通常是生長地的強勢物種。為經濟作物，枝、葉可用於提煉茶樹油。

## 型態
互葉白千層葉片細長呈線形，枝幹直立易木質化。花型有如白色刷子。

## 藥用與毒性
互葉白千層其藥用型態為提煉出的茶樹精油。茶樹精油對多數的細菌及真菌，其最低的有效抑菌濃度都在1% 以下，說明澳洲茶樹精油具有優越的殺菌能力。茶樹精油中主要的有效殺菌成分為4 -松油醇(Terpinen-4-ol)，以及少量的α- 松油醇(α- Terpineol)與芳樟醇(Linalool)。澳洲茶樹精油的殺菌機制為破壞微生物的細胞膜，繼而引起細胞溶解而達到殺菌的目的。從1920年代民眾開始廣泛使用茶樹精油，還沒有分離出任何抗藥性菌株，但仍不能完全排除精油會增加細菌抗藥能力的可能性。有研究表明，特定濃度的茶樹精油對治療足癬、灰指甲有效果，但仍有發生副作用的可能性。
茶樹精油在稀釋到低濃度後，適當的應用於人體外用、身體保健或芳療按摩上是安全的。但是茶樹精油對於貓、狗等寵物具有毒性，應避免對其使用。